# Gładnik
Gładnik (Callilepis nocturna) – gatunek pająka z rodziny worczakowatych (Gnaphosidae).
Najbliższym krewnym gładnika (C. nocturna) jest C. schuszteri. Można je odróżnić jedynie po narządach płciowych. U C. schuszteri płytka płciowa (epigyne) samicy jest widocznie przerwana z przodu środka. Ponadto u C. schuszteri występuje dymorfizm płciowy – samiec ma złote, a samica srebrne włoski na głowotułowiu. Gładnik jest także częściej obserwowany od swego krewniaka.
Gatunek szeroko rozmieszczony w Europie i Azji. Zasięg obejmuje Europę, Turcję, Kaukaz, Rosję, Kazachstan, Iran, Chiny i Japonię. Obserwowany nawet w górach na wysokości do 2000 m n.p.m. Jego siedliskiem są rumowiska skalne, lasy iglaste, winnice, suche murawy, wydmy, skraje lasów, w ściółce i pod kamieniami.
Stwierdzony w: Albanii, Andorze, Armenii, Austrii, Azerbejdżanie, Białorusi, Belgii, Bułgarii, Chorwacji, Czechach, Danii, Estonii, Finlandii, Francji, Korsyce, Niemczech, Grecji, Węgrzech, Italii, Sycylii, Litwie, Luksemburgu, Czarnogórze, Holandii, Macedonii Północnej, Norwegii, Polsce, Portugalii, Rumunii, Rosji, Serbii, Słowacji, Hiszpanii, Szwecji, Szwajcarii, Turcji (część azjatycka), Ukrainie, Wielkiej Brytanii.
W Niemczech znany ze stanowisk blisko doliny Renu, uznawany za gatunek zagrożony wyginięciem (EN), umieszczony na Czerwonej Liście. W Wielkiej Brytanii zaobserwowany w trzech stanowiskach; klasyfikowany jako gatunek narażony (VU). W Polsce nie tak rzadki, jednak nieczęsty, jedyny przedstawiciel swego rodzaju. Podobnie w Norwegii.
Dorosłe osobniki obserwuje się od maja do sierpnia.
Jest to pająk małej wielkości, osobniki dorosłe osiągają zwykle od 2,8 do 4,7 mm (♂) lub od 3,8 do 5,9 mm (♀).
Prosoma w różnych kolorach – od czerwonobrązowej, po brązowoczarną do brunatnej. Opistosoma szarobrązowa z 5 plamkami koloru jasnego. Na karapaksie zwykle złote włoski, u starszych osobników karapaks często „wyczesany” tzn. gładki bez włosków. Łukowate Epigyne samicy C. nocturna ma ciągłą przednią krawędź. Na odwłoku poprzeczny pas oraz złote (lub srebrne) plamki. U gładnika występują 2 warianty kolorystyczne u obu płci: czarnobrązowy oraz czerwonobrązowy ze złotymi lub srebrnymi włoskami. Nogi różnego koloru, głównie czerwonawobrązowe lub brązowe u nasady, reszta zwykle czarna.
Gatunek aktywny w dzień, w nocy odpoczywa w swym tymczasowym oprzędzie pod liściem lub kamykiem (stąd też epitet gatunkowy nocturna – nocny nie jest adekwatny). Jako jeden z nielicznych worczakowatych (Gnaphosidae) jest wyspecjalizowany w polowaniu na mrówki np. rodzaj Formica (poluje na nie między dwunastą a czternastą). Polowanie przebiega dość spektakularnie: pająk udaje się blisko mrowiska i czai się na aktywne mrówki. Podchodzi bardzo blisko ofiary, jednocześnie naśladując jej chód. Gładnik błyskawicznie skacze na ofiarę, kąsa ją w czułek i się wycofuje. Po minucie mrówka jest sparaliżowana, jednak pająk nadal ją kąsa i uśmierca.
Okres godowy przypada na czerwiec, samiec kieruje się za specjalną przędzą z feromonami wysnuwaną przez samicę. Krótko po kopulacji samiec umiera. Samica tymczasem tworzy kilka kokonów, do których składa po 20 jaj. W przeciwieństwie do innych samic worczakowatych samica gładnika nie opiekuje się jajami ani młodymi.